# Nouvelles races et couleurs
Depuis le 15 novembre 2003, le Livre officiel des origines félines (LOOF) autorise les nouvelles races de chats à être présentées en exposition en France en tant que Nouvelles races et couleurs (art. 10.20 du règlement).

## Dernières races admises
Les races suivantes ont déjà bénéficié de cette mesure : 
1. American Bobtail, l'American Bobtail ou Bobtail américain est une nouvelle race de chat originaire des États-Unis. Ce chat de taille moyenne à grande est caractérisé par sa quasi-absence de queue.
2. Ojos azules, l'ojos azules (en espagnol : yeux bleus) est une race de chat originaire des États-Unis. Ce chat est caractérisé par ses yeux de couleur bleue, quelle que soit la couleur de la robe.
3. Californian Spangled cat, créée en 1970, le Californian Spangled est une race de chat originaire des États-Unis. Ce chat en voie de disparition est caractérisé par sa robe spotted tabby faisant penser à celle du léopard.
4. Ceylan, le Ceylan est une race de chat originaire du Sri Lanka. Ce chat de taille moyenne est caractérisé par sa robe à poils courts au motif Ticked tabby.
5. Celtic,
6. Lynx domestique,
7. Ojo Munchkin, le Munchkin est une race de chat originaire des États-Unis. Ce chat est caractérisé par ses pattes très courtes, comparables à celles du basset.
8. Savannah, le Savannah est une nouvelle race de chat originaire des États-Unis. Ce chat de grande taille résulte du croisement entre un Serval et un chat domestique : un bengal dont il est d'ailleurs très proche. Il a plusieurs ressemblances physiques avec le serval, dont la taille, la couleur et les oreilles de forme caractéristique.
9. Thaï, le thaï est une race de chat originaire de Thaïlande. Ce chat de taille moyenne est caractérisé par son physique du siamois traditionnel ou ancien type. Mais contrairement au siamois, le thaï est plus massif, plus rond. Cela reste cependant un chat à l'allure athlétique.

## Classement
Article 10-20 du LOOF : La catégorie « Nouvelles Races et Couleurs » (NRC) a pour but de faire connaître une nouvelle race féline ou une nouvelle variété et de la soumettre à l’appréciation des juges. Ces chats ... ne peuvent pas concourir pour des certificats de titre, mais obtiennent des qualificatifs :
1. Excellent
2. Très bon
3. Bon

Dans le cas où plusieurs chats en NRC sont inscrits dans la même classe, le qualificatif obtenu sera suivi d’un classement.
Si un chat en NRC est seul dans sa classe et s’il est de mérite suffisant, il obtiendra le qualificatif «Excellent 1».

## Sources
- Nouvelles races
- Règlement complet du LOOF